# Harry Winks
Harry Billy Winks (2 de febrer de 1996) és un futbolista professional anglès que juga de centrecampista pel Leicester City Football Club de la Premier League i per l'equip nacional anglés.